# Calicha yangtseina
Calicha yangtseina là một loài bướm đêm trong họ Geometridae.